# Carcharoda splendida
Carcharoda splendida là một loài bướm đêm trong họ Noctuidae.